# Tehničko veleučilište u Zagrebu
Tehničko veleučilište u Zagrebu (latinski: Polytechnicum Zagrabiense, engleski: Zagreb University of Applied Sciences) je najveće veleučilište u Hrvatskoj osnovano 27. svibnja 1998. godine. Veleučilište izvodi stručne i specijalističke studije gdje pojedini studiji imaju puno dulju tradiciju, neki dulju od 40 godina. 
TVZ obrazuje inženjere i specijaliste iz područja elektrotehnike, graditeljstva, informatike, računarstva, strojarstva, mehatronike te protetike i ortotike.
Veleučilište također organizira najveće studentsko natjecanje u izradi mobilnih, web i IoT rješenja u Hrvatskoj, poznato kao TVZ Mc2.
Prvi rektor Tehničkoga veleučilišta u Zagrebu bio je Dragutin Ščap. Krajem 2006. na mjesto dekana izabran je Velimir Rajković. Dužnost dekana je kasnije obnašao Mladen Petričec, zatim Slavica Ćosović Bajić, potom Goran Malčić, a od 27. travnja 2021. dekanica je Jana Žiljak Gršić.

## Povijest
Prva radna skupina, kojoj je u ime tadašnjega Ministarstva znanosti i tehnologije povjeren zadatak osmišljavanja projekta osnivanja politehničkoga visokog učilišta, osnovana je u studenomu 1996., a bila je sastavljena od dekana četiriju tehničkih fakulteta Sveučilišta u Zagrebu. Bili su to: Marin Hraste, dekan Fakulteta kemijskog inženjerstva i tehnologije; Vjera Krstelj, dekanica Fakulteta strojarstva i brodogradnje; Antun Szavits-Nossan, dekan Građevinskog fakulteta; te Stanko Tonković, dekan Fakulteta elektrotehnike i računarstva. Sljedeća radna skupina predložila je program po kojemu je nadnevak otvaranja Veleučilišta trebao biti 15. rujna 1997. godine.
U toj radnoj skupini (1997.) bili su: T. Filetin, M. Perić, V. Simović, I. Štern i A. Magzan kao predstavnik Više tehničke škole – Zagreb (VTŠZ).
Prvim Statutom Veleučilišta (14. srpnja 1998.) bili su predviđeni sljedeći stručni dodiplomski studiji:
- elektrotehnike i elektronike,
- graditeljstva,
- informatičkog dizajna i menadžmenta,
- kožarske i obućarske tehnologije,
- cestovnoga, željezničkoga, riječnoga, zračnoga, poštanskoga i telekomunikacijskog prometa, te stručni studij aeronautike,
- strojarstva i mehatronike,
- dizajna i tehnologije tekstila i odjeće.

Veleučilišni odjeli su se razvili iz stručnih studija koji su se izvodili na matičnim visokim učilištima (fakultetima i višim školama). Elektrotehnički odjel se razvio iz VTŠZ; utemeljene 1961. pod nazivom Viša tehnička škola »Rade Končar«, koja je djelovala u sklopu Sveučilišta u Zagrebu. Stručni dodiplomski studij informatike na Veleučilištu postoji od 1998. godine, a nastavak je studija koji je pokrenut 1994. kao dvogodišnji sveučilišni dodiplomski studij za hrvatske ratne vojne invalide, te za sveučilištarce koji studiraju po osobnim potrebama; u okvirima Studija poslovne informatike Sveučilišta u Zagrebu, a graditeljski je odjel dio bivše Više građevinske škole u Zagrebu.

## Ustroj
Djelatnost Veleučilišta se obavlja u odjelima. God. 1998. postojali su: Elektrotehnički, Graditeljski, Informatički, Kemijsko-tehnološki (ne ustrojen), Prometni, Strojarski i Tekstilno-tehnološki odjel, a postojala je i mogućnost prerastanja odjela u veleučilišne škole (samostalne pravne osobe).
Danas djeluju:
- Elektrotehnički odjel,
- Graditeljski odjel,
- Informatičko-računarski odjel, te
- Strojarski odjel.

## Studiji na TVZ-u
Tehničko veleučilište u Zagrebu (TVZ) je visoko učilište koje u prvomu obrazovnom ciklusu izvodi trogodišnje stručne studije iz najvažnijih područja tehnike. U drugomu obrazovnom ciklusu veleučilište izvodi politehnički specijalistički diplomski studij u trajanju do dvije godine. Završetkom prvoga, trogodišnjeg ciklusa stječe se 180 ECTS bodova, a završetkom drugoga još 120 ECTS-a.
Studiji koji se trenutno izvode na TVZ-u su:
Elektrotehnika
- Automatizacija i procesno računarstvo
- Energetska elektrotehnika
- Komunikacijska i računarska tehnika

Informatika
- Informatički dizajn
- Elektroničko poslovanje
- Organizacija i informatizacija ureda

Računarstvo
- Programsko inženjerstvo
- Inženjerstvo računalnih sustava i mreža

Graditeljstvo
- Visokogradnja
- Niskogradnja
- Građevinsko poduzetništvo
- Okoliš u graditeljstvu

Strojarstvo
- Proizvodnja
- Mehatronika
- Konstrukcija
- Termotehničko inženjerstvo

Digitalna ekonomija
Digitalna forenzika i informacijska sigurnost
Nakon ili pri kraju studija na TVZ-u studenti i svi ostali mogu upisati tečajeve na jednoj od akademija koje djeluju u sklopu TVZ-a.
Na TVZ-u postoje dvije akademije:
- Cisco akademija - Netakademija - Koja izvodi Cisco programe kao što su CCNA, CCNP, Network Security, IT Essentials, Unix, Linux itd.
- IT Akademija izvodi Microsoft tečaje i ostale tečaje vezane za uporabu njihove programske podrške.
- Unutar Cisco akademije pokrenuta je edukacija Java programiranja na dvije razine: početna (SCJP) i napredna (SCJD)

## Vanjske poveznice
- Tehničko veleučilište u Zagrebu
- Studentski zbor TVZ-a  Arhivirana inačica izvorne stranice od 23. lipnja 2007. (Wayback Machine)
- TVZ Mc2